# 개인 생활
개인 생활(個人生活)이란 개인의 생애를 이루는 시간의 연속체이며, 특히 개인적 정체성의 형성에 기여하는 개인적 선택의 집합체이다.

## 역사

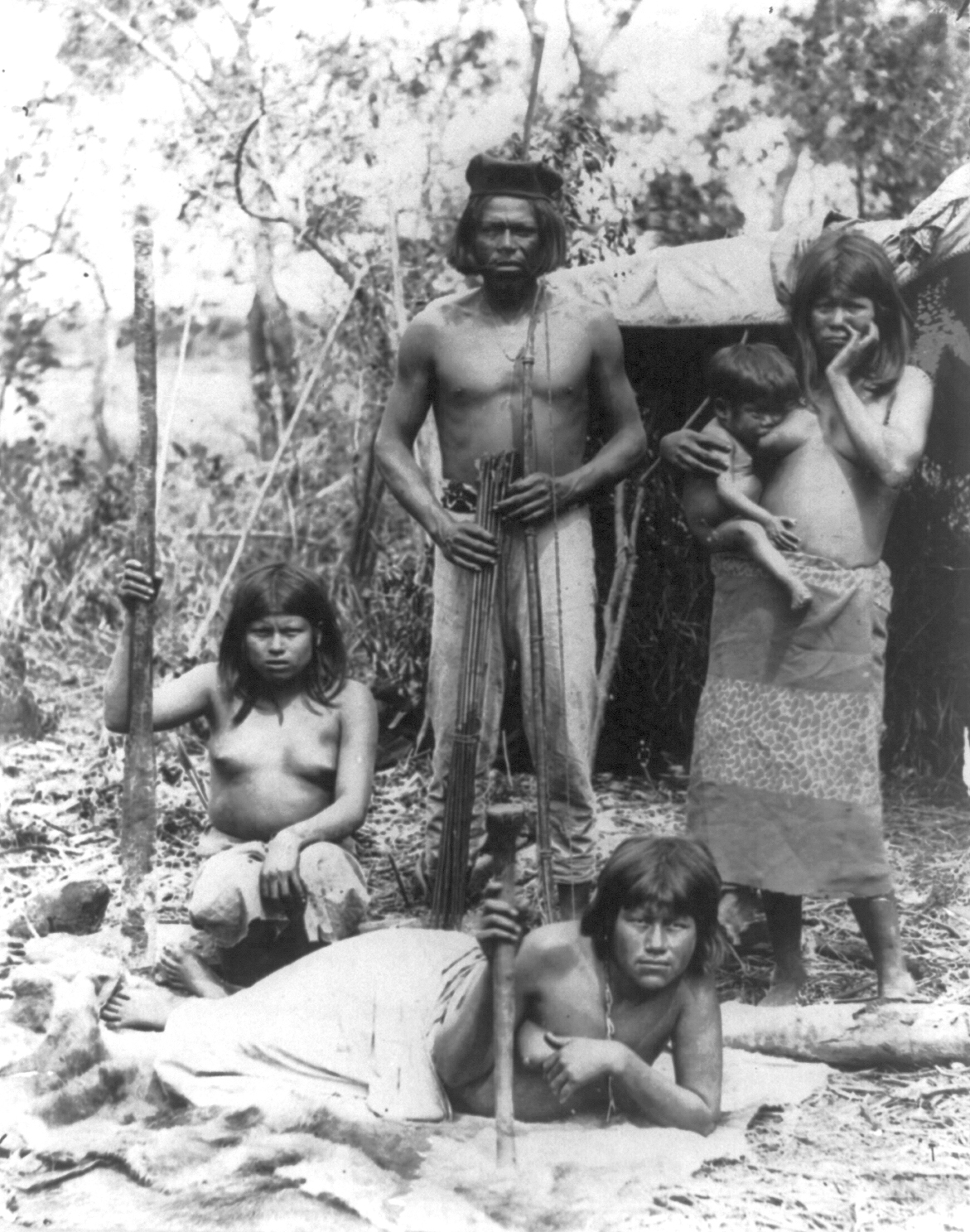
전통적으로 인간은 가족이라는 사회 구성물과 집이라는 인공 구조물에서 살아왔다.

현대 기술이 경제적 궁핍을 상당 부분 완화하기 이전의 시대에, 대부분의 사람들은 생애 대부분의 시간을 식수, 음식, 기후로부터의 보호 등 생존에 필요한 기초적인 필요를 충족하는데 사용하였다. 인간은 그 자신과 공동체의 필요, 즉 식량을 확보하고 거주지를 유지보수하기 위해 생존 기술을 익혀야만 했다. 공동체 내 프라이버시란 전무하였으며 사람들은 사회적인 역할에 따라 서로 구분되었다. 직업은 개인의 선택이 아닌 객관적인 필요에 의해 배분되었다.
게다가 많은 고대 문화에서 개인들은 자기 존재를 주로 더 큰 사회적 전체의 한 단면으로 파악하였다. 전체로서의 사회란 신화적 설명에 힘입어 개인과 우주 간 질서를 잡아주는 틀이기도 했다. 이러한 문화권의 사람들은 자신의 정체성을 개인의 선택의 결과물로 이해하지 않았다. 심지어는 순수한 개인의 선택이라는 개념을 이해하지도 못했을 것이다. 그 사람들에게 자기 자신을 설명해보라고 요구한다면 그들은 자신이 속한 집합을 빌려 말할 것이다 : 부족의 부족민, 교회의 신도, 국가의 국민. 21세기에도 생존의 문제는 많은 국가와 사회에서 절체절명의 과제이다. 아프리카, 아시아 대륙의 적지 않은 영역이 빈곤과 기술, 안전한 거주지, 안정적인 식량원의 부족이라는 제3세계적 조건에 신음하고 있다. 이러한 지역에서 "사생활", "자아실현", "개인의 성취", 혹은 "프라이버시"란 값비싼 사치일 것이다.
영국의 철학자 존 로크 (1632-1704)는 개인의 권리라는 개념을 논의해온 선각자 가운데 두드러지는 존재다. 17세기의 로크는 생명, 자유, 재산에 대한 개인의 자연권을 주창하였으며 행복의 추구야말로 개인 생애에 있어 주요한 목표 중 하나라고 주장하였다.

## 사회학

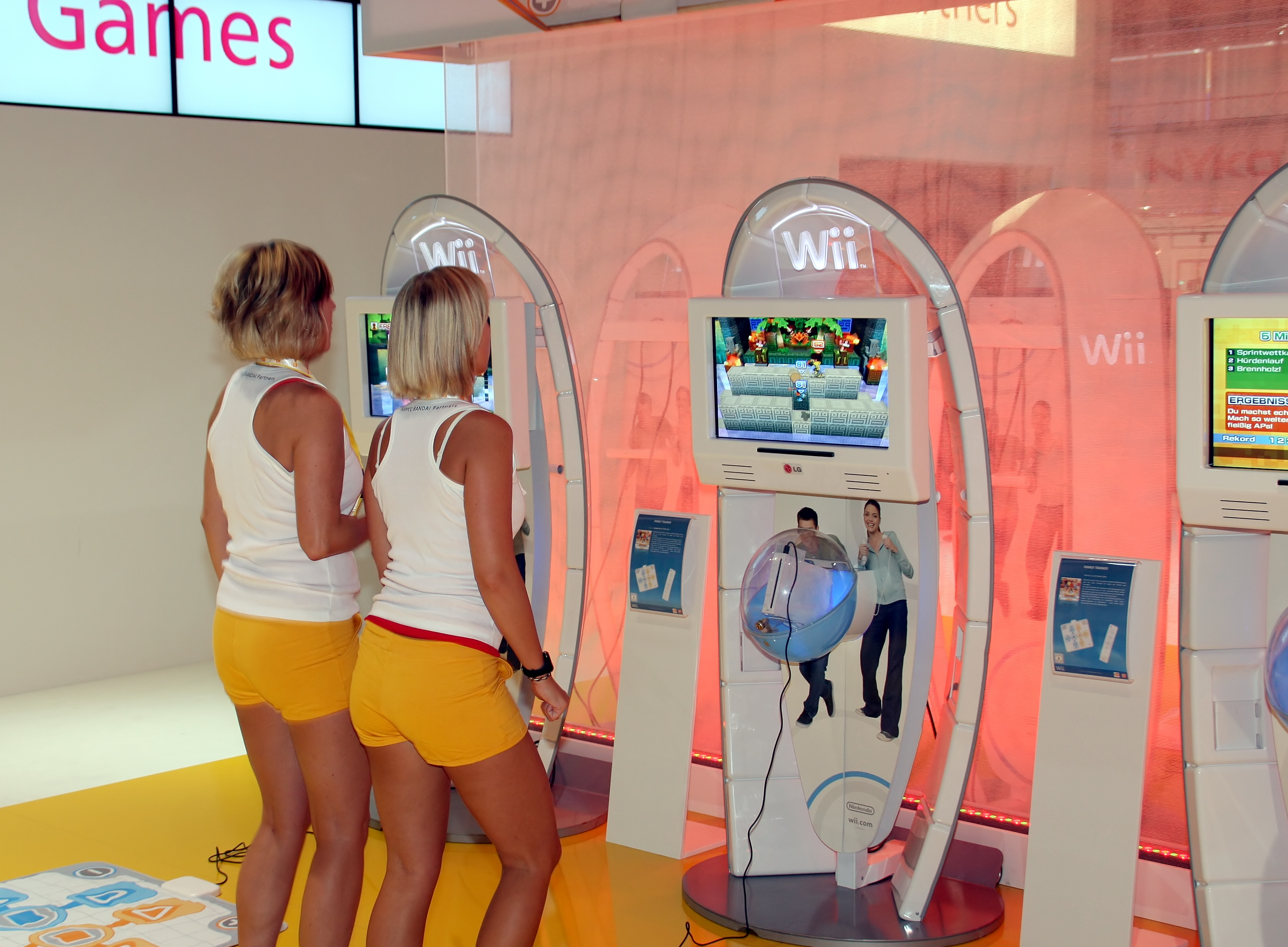
사람들은 점점 더 많은 여가 시간을 컴퓨터 게임에 쓰고 있다.

개인 생활이란 개념은 현대 서구 사회의 발명품으로 받아들여진다. 특히 미국인들은 프라이버시에 높은 가치를 부여하고 있다. 식민지 시기 이래 논평가들은 미국인들의 개인주의와 자주권에 대해 지면을 할애해왔다. 실제로 미국 독립 선언문 헌법은 행복추구권을 명시하고 있으며 사생활의 보호를 주요한 권리의 하나로 인정하고 있다.
조지 레이코프는 인생을 "여행"에 비유하는 습관이야말로 미국 문화 저변을 구성하는 흥미로운 부분이라고 본다.
현대에 이르러 많은 사람들이 개인적인 삶과 개인의 일을 분리하여 생각하기 시작했다. 이러한 사고방식은 일과 여가를 대립항으로 놓는다. 일은 일이고 일이 아닌 것이 여가이다. 둘 사이엔 분명한 경계선이 있다. 노동자들은 업무 시간을 별개로 가지며 여가 시간에는 거의 일을 개입시키지 않는다. 이러한 경향은 일터와 가정 양쪽에서 주어지는,  업무 전문성 및 효율성 제고의 압력을 반영하는 것일지 모른다. "열심히 일하고, 열심히 즐겨라"라는 유명한 경구는 이러한 마음가짐을 잘 보여주고 있다. 그러나 한편으로 보다 통합된 삶을 지향하는 움직임, 일과 놀이 사이 엄격한 경계선을 지워나가 일과 삶 간에 적당한 균형을 취하고자 하는 경향 역시 커지는 추세다.
개인 생활이라는 개념은 옷을 입는 방식, 먹는 음식, 교육 기관 내에서의 경험과 기관 밖에서의 경험 및 취미, 여가 활동, 문화적 취향과 연관을 맺는 경향이 있다. 선진국에서 개인의 일상생활은 점점 텔레비전, 컴퓨터, 인터넷, 스마트폰과 디지털 카메라 등 개인 전자기기를 사용하며 보내는 여가 시간에 큰 영향을 받고 있다.
개인 생활에 영향을 미치는 다른 요인에는 건강, 인간 관계, 반려동물, 가정 및 및 개인 재산 등이 있다.

## 여가 활동

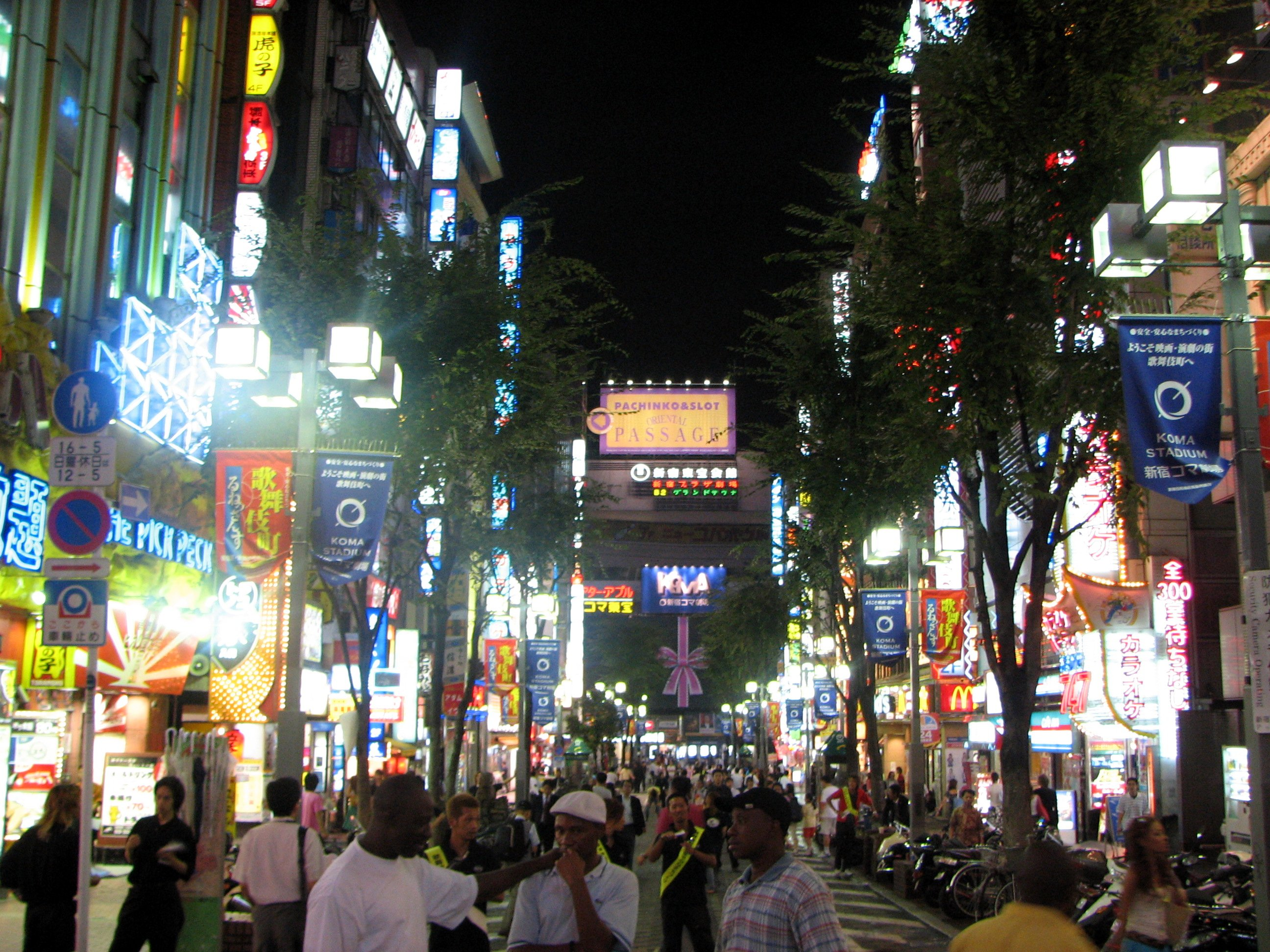
가부키초는 도쿄의 유흥 지구이다.

개인의 여유 시간을 사용하는 방식은 그의 개인 생활을 정의하는데 중요한 역할을 한다. 보통 여가 활동은, 즐기는데 실제적인 노력을 필요로 하지 않는 수동적인 활동과 상당한 신체적 혹은 정신적 에너지를 소모하는 능동적인 활동으로 분류된다.
수동적인 여가 활동에는 텔레비전 시청, 음악 감상, 운동 경기 관람이나 영화 관람 등을 꼽을 수 있다. 당사자는 아무 특별한 노력 없이 그저 긴장을 풀고 있으면 된다.
능동적인 여가 활동은 걷기 같은 덜 격렬한 활동에서 조깅, 자전거 타기, 아예 스포츠에 속하는 테니스나 축구 같은 격렬한 활동을 아우른다. 체스 게임이나 창작 활동 역시 상당한 정신적 집중을 요한다는 점에 있어 능동적이라 할 수 있다.
2007년 자료에 따르면 15세 이상의 미국인은 평균 매일 4.9 시간을 여가 활동에 소비한다. 이 중에서 절반이 넘는 2.6 시간은 텔레비전 시청에 쓰이며 활동적인 스포츠나 운동에 참여하는 시간은 겨우 19분에 불과했다.

## 프라이버시

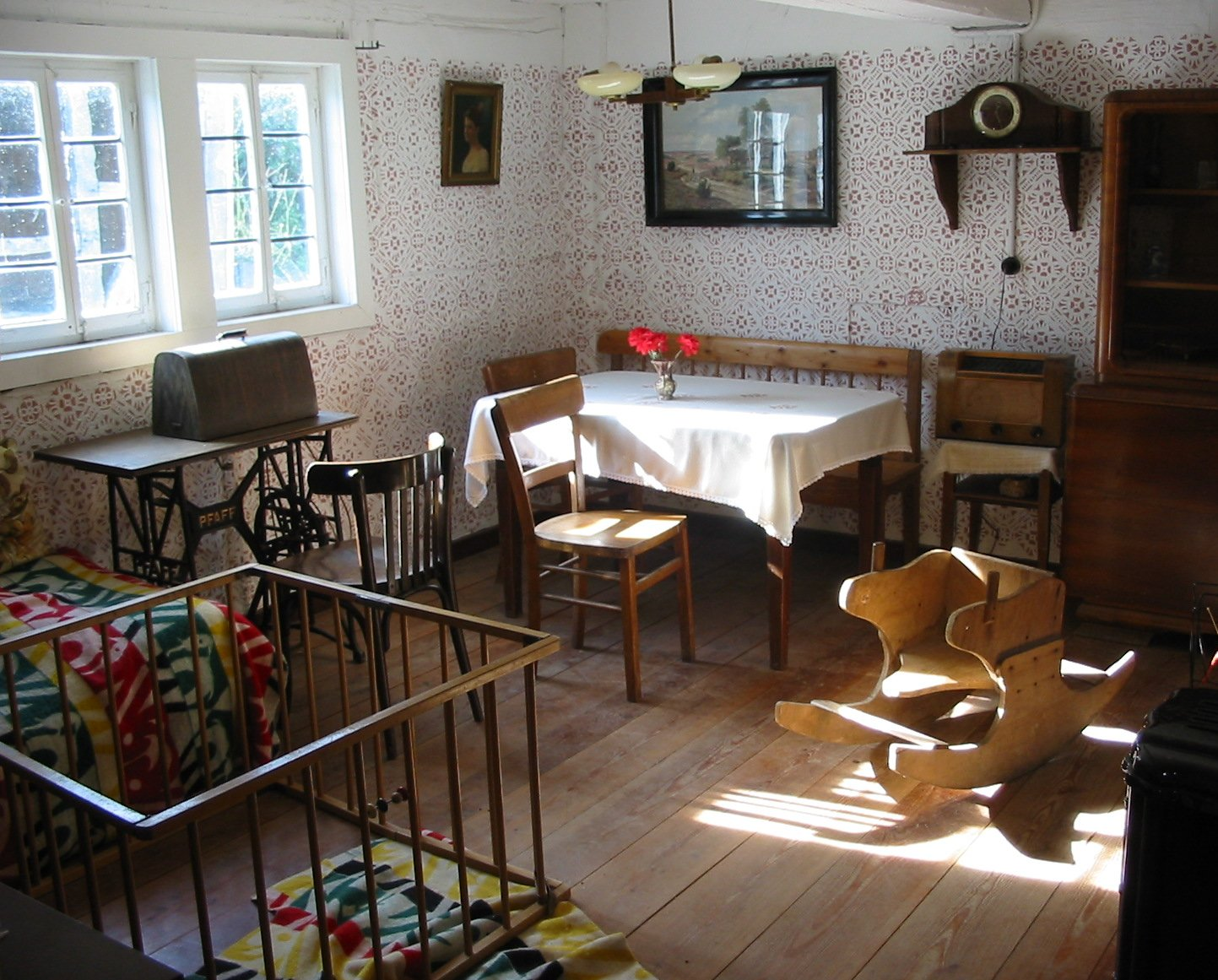
방은 개인 생활의 다양한 측면을 반영하곤 한다.

프라이버시는 다음의 두 개념을 포함하고 있는 것으로 여겨진다 : 개인정보보호 차원의 프라이버시와 통제로부터의 자유 차원의 프라이버시가 그것이다. 전자는 개인 삶의 가장 사적인 일면들은 보호받아야 한다는 신념을 표현하며, 이는 사람들에게 널리 퍼져 있다. 후자는 외부로부터의 과도한 규제나 통제로부터의 자유를 의미한다.

## 같이 보기
- 일상생활
- 인간의 조건
- 인생관
- 매슬로의 욕구단계설
- 삶의 의미
- 개인 금융
- 리얼라이프
- 단순한 삶